# Mocky

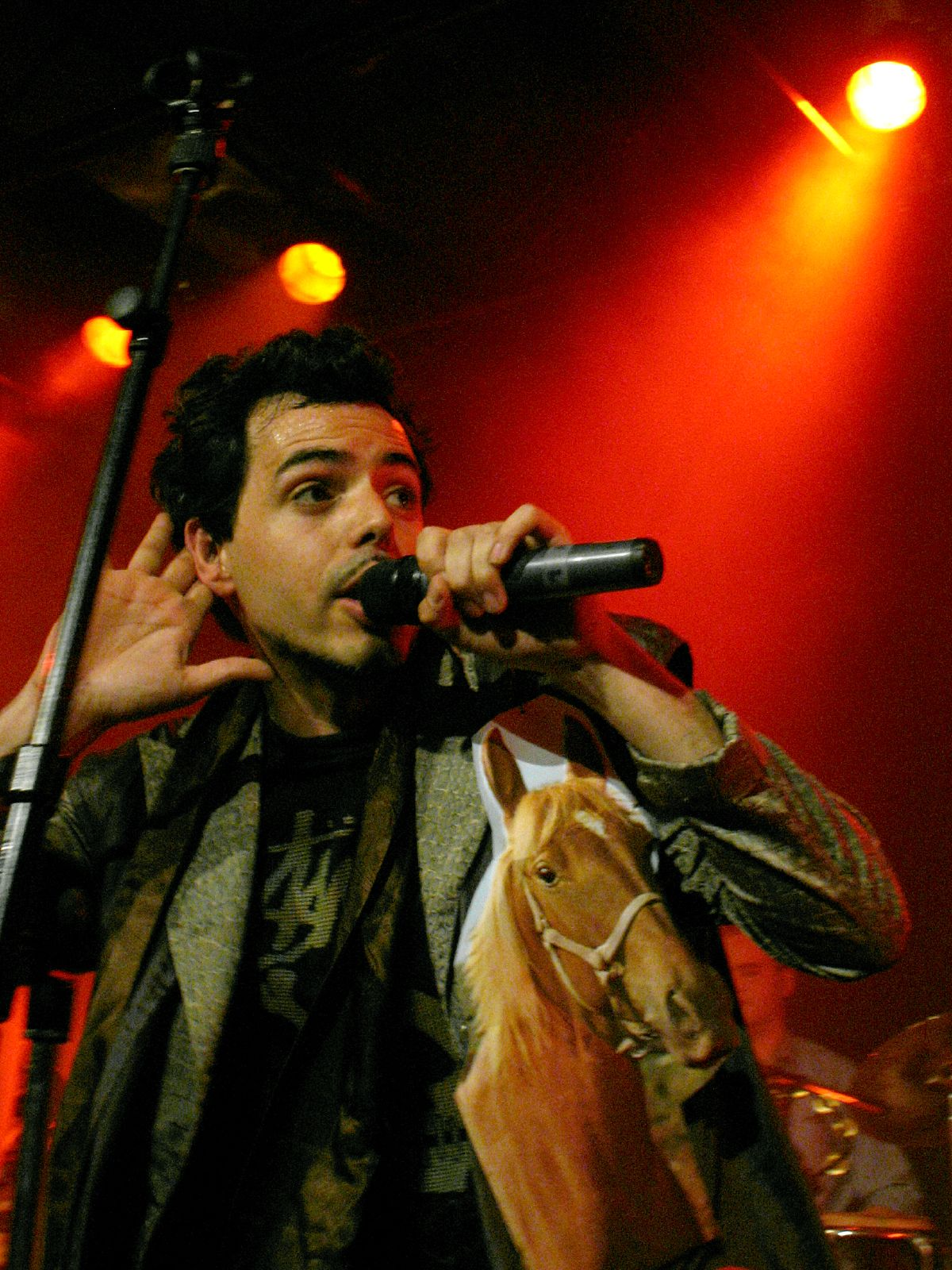
Mocky bei einem Auftritt 2006 im Stadtgarten in Köln

Mocky (eigentlich Dominic Salole; * 7. Oktober 1974 in Toronto) ist ein in Los Angeles ansässiger kanadischer Popmusiker.

## Leben und Werk
Mockys Vater stammt aus dem Jemen, seine Mutter aus England.
Er war Mitglied der Gruppen Puppetmastaz, Son und The Shit. Als Produzent und Songwriter hat er mit Künstlern wie Jamie Lidell, Feist, Kelela, Matt Corby, Miguel Atwood-Ferguson, Vulfpeck, Joey Dosik, Moses Sumney, Nikka Costa, GZA, Alejandro Jodorowsky, Chilly Gonzales und Peaches zusammengearbeitet.
Mocky hat unter seinem eigenen Namen zehn Alben veröffentlicht: „In Mesopotamia“, „Are + Be“, „Navy Brown Blues“, „Saskamodie“, „Key Change“, „Music Save Me (One More Time)“, „A Day At United“ und „Overtones For The Omniverse“, „Goosebumps Per Minute Vol. 1“ und „Music Will Explain (Choir Music Vol.1)“. Er veröffentlichte sie zunächst auf seinem eigenen Label Mockyrecordings und dem japanischen Label Saidera, dann auf den deutschen Labels Gomma und Four Music sowie auf V2 Records in Frankreich und Saskamodie auf Crammed Discs. Nachdem Mocky seinen gesamten Backkatalog auf seinem eigenen Heavy Sheet Label veröffentlichte unterschrieb er im Jahr 2025 einen Vertrag bei dem Label Stones Throw Records aus Los Angeles.
Mocky veröffentlichte 2003 seinen Song Sweet Music, der es in Europa zum Underground-Hit schaffte. 2005 veröffentlichte er den Song Catch a Moment in Time mit Taylor Savvy, der es bis in die Top 20 der niederländischen Singles-Charts schaffte.
2005 co-produzierte er Jamie Lidells Album Multiply und unterstützte Lidell bei den Aufnahmen als Songwriter, Gitarrist und auf anderen Instrumenten. 2008 unterstützte er Lidell bei seinem Album JIM. 2007 co-produzierte er mehrere Stücke auf Leslie Feists Album The Reminder, spielte auf dem Album mehrere Instrumente und schrieb zusammen mit Feist den Song So Sorry. 2011 co-produzierte er Feists Album Metals und war wieder Co-Autor mehrerer Songs. Des Weiteren arbeitete er als Produzent und Autor neben anderen mit den Künstlern Matt Corby, Kelela, Rae Morris und Bassekou Kouyate.
2012 kündigte Mocky seinen Umzug von Berlin nach Los Angeles an. Ebenfalls 2012 veröffentlichte er den Song Little Bird via The Fader und ein Video für den neuen Song Make You Rich via Vogue.
Im Februar 2013 veröffentlichte er die 7-Song-EP Graveyard Novelas (The Moxtape Vol. 1).
Im Februar 2015 veröffentlichte Mocky die EP „Living Time (The Moxtape Vol. 2)“ und im Juni veröffentlichte Mocky das Album „Key Change“ auf seinem eigenen Label Heavy Sheet. Mocky veröffentlichte 2016 und 2017 zwei weitere Ausgaben seiner „Moxtapes“ mit „The Moxtape Vol. 3“ und „How To Hit What And How Hard“. 2018 veröffentlichte er ein Compilation-Album mit den besten Songs aus diesen Moxtapes und einigen Exklusivtiteln unter dem Titel „Music Save Me (One More Time)“. Ebenfalls 2018 startete Mocky eine neue Albumreihe und veröffentlichte mit „A Day At United“ eine Sammlung von 9 Instrumentalstücken, die in den United Recording Studios in Los Angeles aufgenommen wurden.
2019 widmete sich Mocky der Arbeit an Soundtracks und arbeitete mit dem Anime-Regisseur Shinichiro Watanabe an den ersten beiden Staffeln der Netflix-Serie Carole & Tuesday zusammen, für die er bei den 4. Crunchyroll Anime Awards als bester Komponist ausgezeichnet wurde. Im Jahr 2020 startete er eine neue Single-Reihe mit zwei Songs, bei denen die portugiesische Sängerin Liliana Andrade mitwirkte, und im Jahr 2021 veröffentlichte er ein Orchesteralbum mit dem Titel „Overtones For The Omniverse“ und eine Reihe von Jazz/Funk-Instrumentalstücken unter dem Titel „Goosebumps Per Minute“.
2025 veröffentlichte Mocky sein Album „Music Will Explain (Choir Music Vol. 1)“ beim Label Stones Throw Records aus Los Angeles.

## Diskographie

### Alben
- 2002: In Mesopotamia
- 2004: Are + Be
- 2006: Navy Brown Blues
- 2009: Saskamodie
- 2015: Key Change
- 2018: Music Save Me (One More Time)
- 2018: A Day At United
- 2021: Overtones For The Omniverse
- 2022: Goosebumps Per Minute
- 2025: Music Will Explain (Choir Music Vol.1)[15]

### EPs
- 2013: Graveyard Novelas EP (The Moxtape Vol.1)
- 2015: Living Time EP (The Moxtape Vol.2)
- 2016: The Moxtape Vol.3
- 2017: How To Hit What And How Hard (The Moxtape Vol. IV)[16]

### Singles
- 2005: "Catch a Moment in Time"
- 2006: "Fightin' Away the Tears" (featuring Feist)
- 2006: "How Will I Know You?" (featuring Jamie Lidell)
- 2009: " Birds of a Feather "
- 2020: " Feeling Like I Like " (feat. Liliana Andrade)
- 2020: " Little Push " (feat. Liliana Andrade)
- 2021: " Wavelengths "
- 2021: " Refractions "
- 2022: " Get Down (Before You Lose Control) " (feat. Nia Andrews)[17]

### Soundtracks
- 2011: UFO in Her Eyes
- 2019: Carole & Tuesday
- 2023: Les Cyclades[18]

### Alben/Singles
- 2002: Gonzales – The Entertainist
- 2002: Puppetmastaz – Zoology
- 2003: Gonzales – Presidential Suite
- 2005: Studio R – Clapz
- 2005: Puppetmastaz – Creature Shock Rock Radio
- 2005: Kevin Blechdom – Eat My Heart Out
- 2005: Jamie Lidell – Multiply
- 2006: Jane Birkin – Fictions
- 2006: Jamie Lidell – Multiply Additions
- 2006: Soffy O – The Beauty of It
- 2007: Micky Green – White T-Shirt
- 2007: Teki Latex – Party de plaisir
- 2007: Feist – The Reminder
- 2008: Jamie Lidell – Jim
- 2008: Puppetmastaz – The Takeover
- 2008: Nikka Costa – Pebble to a Pearl
- 2010  Cibelle – Las Venus Resort Palace Hotel
- 2011: Francisca Valenzuela – Buen Soldado
- 2011: Feist – Metals
- 2012 Y'akoto – Baby Blues
- 2013 Bassekou Kouyate – Jamako
- 2013: Rae Morris – Grow (Single)
- 2013: Matt Corby – Resolution EP
- 2013: Kelela – Cut 4 Me (Mixtape)
- 2014 Y'akoto – Moody Blues
- 2014: Aṣa – The One That Never Comes
- 2014: Bok Bok feat. Kelela – Melba's Call
- 2014: P. Morris – Grace
- 2014: Moses Sumney  – Scratch The Surface (feat. Mocky)
- 2015: Nils Wülker feat. Jill Scott – Worth The Wait
- 2015 Jesper Munk – Claim
- 2015 Denai Moore – Elsewhere
- 2015 Selah Sue – Reason
- 2015 Kelela – Hallucinogen EP
- 2015 Orgone – Beyond The Sun
- 2016 Nia Andrews – From Here
- 2016 L'Aupaire – Flowers
- 2016 Romans feat.  Mary J. Blige – Overthinking
- 2016 Mr. Oizo – All Wet
- 2017 Feist – Pleasure
- 2017 Kelela – Take Me Apart
- 2017 Kid Fresino – Let Me In (Hair Cut)
- 2018 Joey Dosik – Inside Voice
- 2019 Benny Sings – Duplicate
- 2019 Nia Andrews – No Place Is Safe
- 2019 Def Sound – Tryin’
- 2020 Campanella – Amulue
- 2020 Scherazade – Asile Exquis
- 2020 Son Little – Aloha
- 2020 Austra – Hirodin
- 2021 Blectum From Blechdom – DeepBone
- 2021 Nia Andrews – Silly Boy Blue
- 2021 Pegasus Warning – Inspiration Equation
- 2021 Benny Sings feat. Marc Rebillet Cola Boyy – Beat100
- 2022 Feist – Multitudes
- 2023 Kelela – Raven
- 2024 Vulfmon - It Might Have To Be You
- 2025 G-Dragon - Take Me

### Remixes
- 2003: Isolée – "It's About"
- 2003: V.A. – "Cinemix"
- 2004: Husky Rescue – "Summertime Cowboy"
- 2004: Feist – "Mushaboom"
- 2005: Feist – "Inside and Out"
- 2006: Jamie Lidell – "What's the Use"
- 2006: Architecture in Helsinki – "Need to Shout"
- 2007: Young MC – "Bust a Move"
- 2008: Anita O’Day – "Tenderly" (Verve Remixed)
- 2010: Lagrimas De Soledad (No Existen Palabras) (Mocky Remix)
- 2011: Lateef The Truthspeaker – "Oakland" (Mocky Remix) ft. Del The Funky Homosapien & The Grouch
- 2015: Matthew Herbert – "Middle (Mocky Remix)"
- 2016: Oh Shu - Moebius (Mocky Remix)[19]
- 2023: Benny Sings – Party (2023 Mocky Rework)